# Eduardo Alencar
José Eduardo Mendonça de Alencar, mais conhecido como Eduardo Alencar, (Ruy Barbosa, 19 de fevereiro de 1953) é um político brasileiro.
Foi vereador em Simões Filho no período 1989-1992. Eleito prefeito em 1992 para o período 1993-1996, eleito novamente em 2000 para o período 2001-2004, em 2008 para o período 2009-2012 e reeleito em 2012 para o período 2013-2016. Eleito deputado estadual em 2018 para o período 2019-2023.
É irmão do político Otto Alencar e tio do político Otto Alencar Filho.